# Geschichtswettbewerb des Bundespräsidenten (Deutschland)

Logo

Der  Geschichtswettbewerb des Bundespräsidenten wird in Deutschland seit 1973 durch die Körber-Stiftung durchgeführt. Ziel des Wettbewerbs ist es, dass sich junge Menschen mit der Geschichte Deutschlands auseinandersetzen.

## Anliegen, Durchführung und Prämierung
In einem sechsmonatigen Projekt gehen die Schüler – häufig angeleitet durch ihre Lehrer (Tutor) – einem Thema der Geschichte in ihrer Umgebung nach. Die Ergebnisse dokumentieren die Teilnehmer beispielsweise in einer Broschüre, präsentieren sie in einer Ausstellung oder setzen sie in einem Filmbeitrag oder Radiobeitrag um. Das Prinzip des Geschichtswettbewerbs heißt »forschendes Lernen«: Kinder und Jugendliche recherchieren in Archiven, sie befragen Experten, stellen Anfragen bei Behörden und Lokalpolitikern, führen Straßenbefragungen durch und sprechen mit Zeitzeugen.
Der Wettbewerb beginnt alle zwei Jahre jeweils am 1. September. Ein halbes Jahr später, am 28. Februar, ist Einsendeschluss. 150 Juroren aus Geschichtswissenschaft, Schule, Archiv und Museum begutachten die eingereichten Schülerarbeiten und entscheiden über die Vergabe von Preisen auf Landes- und Bundesebene. Enthalten sind darin nicht nur Geldpreise. Für Preisträger bietet die Körber-Stiftung eine Anschlussförderung. In exklusiven Jugendforen setzen sich die Teilnehmer mit historischen und politischen Fragen auseinander. Spitzenpreisträger werden vom Bundespräsidenten im Schloss Bellevue empfangen und können außerdem am Auswahlverfahren für die Aufnahme in die Studienstiftung des deutschen Volkes teilnehmen.
Die Körber-Stiftung stellt die Ausschreibung und die Ergebnisse der Wettbewerbe in ihrem Geschichtsmagazin Spuren suchen vor, bietet Lehrern zu jedem Wettbewerb Unterrichtsmaterial an und führt Workshops zur historischen Projektarbeit durch.

## Geschichte
Der Wettbewerb geht zurück auf die gemeinsame Initiative des damaligen Bundespräsidenten Gustav Heinemann und des Hamburger Stifters Kurt A. Körber. Sie wollten junge Menschen zur Auseinandersetzung mit den demokratischen Traditionen der deutschen Geschichte anregen.
Mehr als 150.700 Jugendliche haben in 24 Ausschreibungen über 34.800 Wettbewerbsbeiträge eingereicht. Diese sind im Archiv der Stiftung nachweisbar. Damit ist der Wettbewerb die größte historische Laienforschungsbewegung Deutschlands.

## Themen

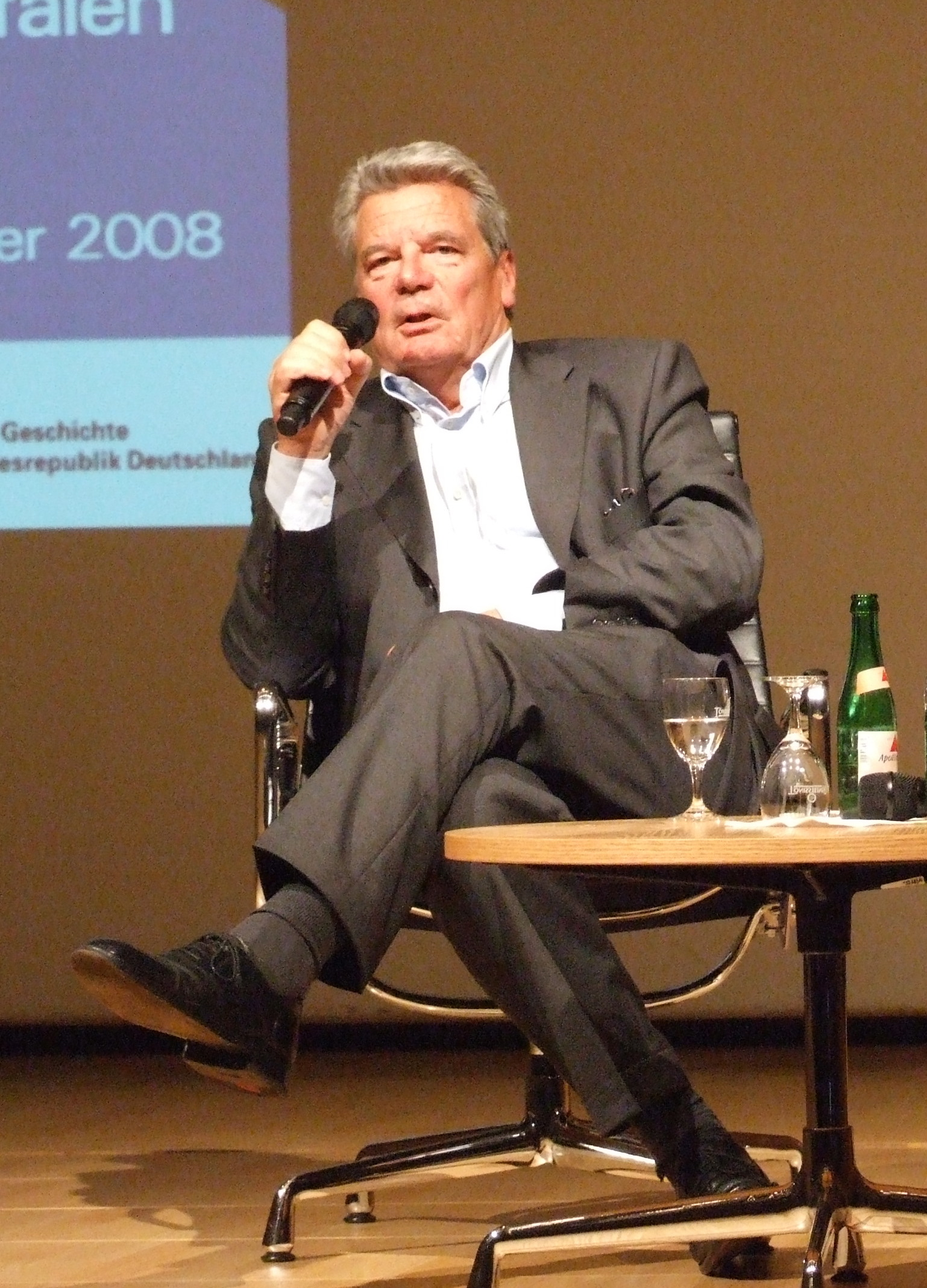
Joachim Gauck bei der Eröffnung des Geschichtswettbewerbs des Bundespräsidenten 2008 in Nordrhein-Westfalen

Themen der letzten Jahre waren unter anderem:
- Zum Verständnis deutscher Freiheitsbewegungen (1973/76)
- Sozialgeschichte des Alltags (Arbeit, Wohnen, Freizeit) (1977/79)
- Alltag im Nationalsozialismus (1980/81)
- Umwelt hat Geschichte (1986/87)
- Unser Ort – Heimat für Fremde? (1988/89)
- Tempo, Tempo… Mensch und Verkehr in der Geschichte (1990/91)
- Denkmal: Erinnerung – Mahnung – Ärgernis (1992/93)
- Ost-West-Geschichte(n) – Jugendliche fragen nach (1994/95)
- Vom Armenhaus zur Suchtberatung. Zur Geschichte des Helfens (1996/97)
- Aufbegehren, Handeln, Verändern – Protest in der Geschichte (1998/99)
- Genutzt-geliebt-getötet: Tiere in unserer Geschichte (2000/01)
- Weggehen-Ankommen: Migration in der Geschichte (2002/03)
- Sich regen bringt Segen? Arbeit in der Geschichte (2004/05)
- Miteinander – Gegeneinander? Jung und Alt in der Geschichte (2006/07)
- Helden: verehrt – verkannt – vergessen (2008/09)
- Ärgernis, Aufsehen, Empörung – Skandale in der Geschichte (2010/11)
- Vertraute Fremde – Nachbarn in der Geschichte (2012/13)
- Anders Sein – Außenseiter in der Geschichte (2014/15)
- Gott und die Welt – Religion macht Geschichte (2016/17)[3]
- So geht´s nicht weiter! Krise, Umbruch, Aufbruch (2018/19)
- Bewegte Zeiten. Sport macht Gesellschaft (2020/21)
- Mehr als ein Dach über dem Kopf. Wohnen hat Geschichte (2022/23)
- Bis hierhin und nicht weiter!? Grenzen in der Geschichte (2024/25)